# Manuela Schwesigová
Manuela Schwesigová, nepřechýleně Manuela Schwesig (* 23. květen 1974 ve Frankfurtu nad Odrou) je německá politička, místopředsedkyně Sociálně demokratické strany Německa, od 17. prosince 2013 do 2. června 2017 spolková ministryně pro rodinu, seniory, ženy a mládež ve třetí vládě Angely Merkelové. Předtím byla od října 2011 do prosince 2013 ministryní práce a sociálních věcí v Meklenbursku-Předním Pomořansku. Od 4.  července 2017 je ministerskou předsedkyní spolkové země Meklenbursko-Přední Pomořansko.

## Osobní život
Narodila se na východě Braniborska v Seelowě. Po absolvování gymnázia v roce 1992 studovala na vyšší odborné škole finanční ve městě Königs Wusterhausen, kde získala diplom v roce 1995. Pak pracovala jako finanční úřednice.
Žije ve Schwerinu a je vdaná. Jejím manželem je vedoucí finančního oddělení firmy IAG Ihlenberg Stefan Schwesig. Manželé Schwesigovi mají spolu dvě děti, syna Juliana (* 2007) a dceru Julii (* 8. března 2016).
V roce 2010 se tehdy tříčlenná rodina dala pokřtít a stali se členy Spojené evangelicko-luterské církve v Německu, přesněji zemské církve v Meklenbursku.

## Politická kariéra
Členkou Sociálnědemokratické strany Německa je Manuela Schwesigová od svých 29 let. Od roku 2004 byla členkou zastupitelstva v hlavním městě země Schwerinu, přičemž od roku 2004 byla místopředsedkyní stranického klubu v zastupitelstvu a od října 2007 do října 2008 jeho předsedkyní.
6. října 2008 nastoupila do funkce zemské ministryně pro sociální věci a zdraví spolkové země Meklenbursko-Přední Pomořansko v první vládě Erwina Selleringa. Od 25. října 2011 pak zastávala úřad ministryně práce, rovnoprávnosti a sociálních věcí v druhé vládě Erwina Selleringa.
Od 17. prosince 2013 do 2. června 2017 byla Manuela Schwesigová spolkovou ministryní pro rodinu, seniory, ženy a mládež ve třetí vládě Angely Merkelové. Od 4.  července 2017 je ministerskou předsedkyní Meklenburska-Předního Pomořanska.